# Stefano Comini
Stefano Comini, född 3 februari 1990, är en schweizisk racerförare.